# Dino Alfieri
Edoardo «Dino» Alfieri (Bolonha, 8 de dezembro de 1886 - Milão, 2 de janeiro de 1966) foi um político e diplomata italiano da ideologia fascista. Foi no governo Mussolini o Ministro da Cultura Popular, tendo controlo sobre a propaganda e a censura estatal. Posteriormente, também foi embaixador da Itália na Santa Sé e na Alemanha nazi.
Nasceu em Bolonha em 8 de dezembro de 1886. Estudou direito na Universidade de Génova, onde se formou. Na sua juventude, ele trabalhou como jornalista e tornou-se membro da Associação Nacionalista Italiana. Lutador da Primeira Guerra Mundial, depois juntou-se ao Partido Fascista Nacional fundado por Benito Mussolini.
Entre 1929 e 1932 serviu como subsecretário do Ministério das Corporações.
Admirador de Joseph Goebbels, em junho de 1936 foi nomeado ministro da imprensa e da propaganda. Alfieri transformaria este departamento ministerial no novo Ministério da Cultura Popular, em maio de 1937.
Durante seu mandato, ele conseguiu aumentar o controle do Estado italiano sobre a cultura, bem como a censura. Em junho de 1938, emitiu a chamada "Lei Alfieri", pela qual um monopólio do Estado foi estabelecido, ficando com o Estado italiano o direito exclusivo de comprar e distribuir filmes estrangeiros na Itália; Em resposta, os quatro grandes estúdios cinematográficos de Hollywood deixaram o mercado italiano. Em outubro do mesmo ano assinou um acordo com Dionisio Ridruejo, delegado nacional da propaganda da Espanha franquista, estabelecendo a base para a co-produção de filmes comerciais entre os dois países. Ele permaneceu no cargo até outubro de 1939, sendo sucedido por Alessandro Pavolini.
Apesar de não ser um diplomata,  em dezembro de 1939 foi nomeado embaixador da Itália na Santa Sé. Mais tarde, em maio de 1940, foi nomeado embaixador na Alemanha nazi. Embora Alfieri tenha sido a favor da entrada da Itália na segunda guerra mundial, mais tarde deu parabéns a Mussolini por manter o país neutro. Depois, durante os primeiros anos da guerra já com a Itália envolvida, os relatórios que enviou de Berlim foram marcados pelo otimismo, embora, a partir de outubro de 1942, a atitude de Alfieri tenha mudado, especialmente com a mudança de curso da guerra e as sucessivas derrotas militares italianas.
Durante a reunião do Grande Conselho Fascista em 25 de julho de 1943, Alfieri foi um dos hierarquistas fascistas que votaram a favor da demissão de Mussolini. Seria condenado à morte in absentia pela República de Saló, embora para o resto do conflito permanecesse escondido na Suíça. Ele não retornou a nenhuma posição relevante.
Retornaria à Itália após o fim da guerra mundial, juntando-se ao Partido Nacional Monárquico.
Alfieri morreu em Milão em 2 de janeiro de 1966.